# Stethaspis suturalis
Stethaspis suturalis är en skalbaggsart som beskrevs av Fabricius 1775. Stethaspis suturalis ingår i släktet Stethaspis och familjen Melolonthidae. Inga underarter finns listade i Catalogue of Life.